# Russell (Kansas)
Russell é uma cidade localizada no estado americano de Kansas, no Condado de Russell.

## Demografia
Segundo o censo americano de 2000, a sua população era de 4696 habitantes.
Em 2006, foi estimada uma população de 4280, um decréscimo de 416 (-8.9%).

## Geografia
De acordo com o United States Census Bureau tem uma área de
12,7 km², dos quais 12,7 km² cobertos por terra e 0,0 km² cobertos por água. Russell localiza-se a aproximadamente 556 m acima do nível do mar.

## Localidades na vizinhança
O diagrama seguinte representa as localidades num raio de 28 km ao redor de Russell.